# Wieniamin Kondratjew
Wieniamin Iwanowicz Kondratjew (ros. Вениамин Иванович Кондратьев, ur. 1 września 1970 w Prokopjewsku) – rosyjski polityk, gubernator Kraju Krasnodarskiego od 2015 roku.

## Życiorys
Absolwent Kubańskiego Uniwersytetu Państwowego jako filolog i profesor języka rosyjskiego w 1993 roku. W 1995 roku na tym samym uniwersytecie został prawnikiem.
W latach 1994–2003 wchodził w skład departamentu prawniczego Kraju Krasnodarskiego. W latach 2003–2014 był zastępcą gubernatora Kraju Krasnodarskiego ds. nieruchomości, gruntów i stosunków prawnych. Od 30 czerwca 2014 roku do stycznia 2015 roku sprawował funkcję zastępcy szefa Głównego Zarządu Nieruchomości Federalnych Departamentu Administracyjnego Prezydenta Federacji Rosyjskiej. W styczniu 2015 roku objął funkcję szefa Zarządu, a w marcu został szefem Departamentu Administracyjnego Prezydenta Federacji Rosyjskiej.
22 kwietnia 2015 roku dekretem prezydenta Rosji, Władimira Putina, został nominowany do pełnienia funkcji gubernator Kraju Krasnodarskiego. W wyborach samorządowych uzyskał 83,64% głosów. 22 września 2015 roku został gubernatorem Kraju Krasnodarskiego zastępując Aleksandra Tkaczowa.
Kondratjew jest żonaty i ma dwoje dzieci. Wyznaje prawosławie.
Odznaczony Orderem Aleksandra Newskiego (2017).